# Nils Östman
Nils Fredrik Östman, född 3 februari 1882 i Adolf Fredriks församling, Stockholm, död 22 oktober 1934 i Bromma församling, var en svensk arkivarie.
Nils Östman blev efter en längre tids arkivtjänst föreståndare för Stockholms rådhusarkiv 1917 och arkivarie vid Stockholms stads arkiv 1930. Han utgav en lång rad skrifter i historiska ämnen, särskilt om Stockholms historia. Östman är begravd på Norra begravningsplatsen utanför Stockholm.

## Fotnoter
1. ↑   Rotemansarkivet Stockholm
2. ↑   Sveriges dödbok 1860–2017 (Version 7.0). Solna: Sveriges släktforskarförbund. 2018. ISBN 9789188341310
3. ↑  Östman, Nils Fredrik på SvenskaGravar.se